# Pier Luigi Bersani
Pier Luigi Bersani (ur. 29 września 1951 w Bettoli) – włoski polityk, były minister w kilku rządach, eurodeputowany i parlamentarzysta. Od 2009 do 2013 sekretarz Partii Demokratycznej.

## Życiorys
Po ukończeniu szkoły średniej Liceo Melchiorre Gioia w Piacenzy, studiował filozofię na Uniwersytecie Bolońskim.
Działalność polityczną rozpoczął w ramach Włoskiej Partii Komunistycznej. W 1991 przystąpił do powołanego na bazie PCI nowego ugrupowania – Demokratycznej Partii Lewicy. Był radnym regionalnym i asesorem, a od 1993 do 1996 zajmował stanowisko prezydenta regionu administracyjnego Emilia-Romania. Przez następne pięć lat sprawował urzędy ministerialne w kolejnych rządach centrolewicy. Był ministrem przemysłu, handlu i turystyki (w gabinecie Romano Prodiego i w pierwszym rządzie Massima D’Alemy), a następnie ministrem transportu (w drugim rządzie Massima D’Alemy i w gabinecie Giuliana Amato).
W 1998 został działaczem Demokratów Lewicy, stronnictwa powstałego w oparciu o PDS i małe ugrupowanie lewicowe. W 2001 uzyskał mandat deputowanego XIV kadencji. Zrezygnował z niego w 2004, kiedy to wybrano go do Parlamentu Europejskiego. W 2006 ponownie objął mandat poselski w Izbie Deputowanych XV kadencji. Wszedł w skład nowego rządu jako minister rozwoju gospodarczego. Stanowisko to zajmował od 17 maja 2006 do 8 maja 2008.
W 2007 razem ze swoim ugrupowaniem przystąpił do nowo powołanej Partii Demokratycznej, w przedterminowych wyborach parlamentarnych w następnym roku ponownie został posłem (XVI kadencji). 25 października 2009 został liderem Partii Demokratycznej (jako jej sekretarz). W 2013 utrzymał mandat poselski na XVII kadencję, a prowadzona przez niego koalicja uzyskała większość w Izbie Deputowanych. Pier Luigi Bersani nie zdołał jednak stworzyć rządu. 20 kwietnia 2013 zrezygnował z kierowania partią.
W 2017 dołączył do ruchu politycznego pod nazwą Artykuł 1 – Ruch Demokratyczny i Postępowy, który powstał w wyniku rozłamu w PD. W 2018 został wybrany do Izby Deputowanych XVIII kadencji z ramienia lewicowej koalicji Wolni i Równi.